# محطة قطار ويتويل
محطة قطار ويتويل (بالإنجليزية: Whitwell railway station)‏‏ هي محطة قطار  في المملكة المتحدة، تُشغلها قطارات إيست ميدلاند. افتُتحت هذه المحطة في مايو 1998، ويبلغ عدد مسارات أرصفتها 2.